# Julus cornutus
Julus cornutus är en mångfotingart som beskrevs av Voges 1878. Julus cornutus ingår i släktet Julus och familjen kejsardubbelfotingar. Inga underarter finns listade i Catalogue of Life.